# Jesse & Lester - Due fratelli in un posto chiamato Trinità
Jesse & Lester - Due fratelli in un posto chiamato Trinità è un film western del 1972 diretto da Renzo Genta (con lo pseudonimo di James London).

## Trama
Jesse e Lester, due fratelli, sono in disaccordo su cosa fare di un terreno avuto in società.

## Date di uscita internazionali
- Italia: 27 aprile 1972
- Germania Ovest: 18 agosto 1972
- Svezia: 13 dicembre 1973
- Finlandia: 3 gennaio 1974
- Francia: 24 novembre 1974

## Titoli internazionali
- Finlandia: Trinity-veljekset, Lännen voittamattomat
- Francia: Deux frères appelés Trinita
- Germania Ovest: Ein Halleluja für zwei linke Brüder
- Grecia: Imoun, eimai kai tha eimai Trinita
- Inghilterra: Jesse and Lester
- Paesi Bassi: Jesse & Lister, twee broers in Trinity
- Spagna: Dos hermanos y una mula
- Svezia: De vilda bröderna i Trinity
- Stati Uniti d'America: Jesse and Lester: Two Brothers in a Place Called Trinity